# Synagoge (Boulay-Moselle)

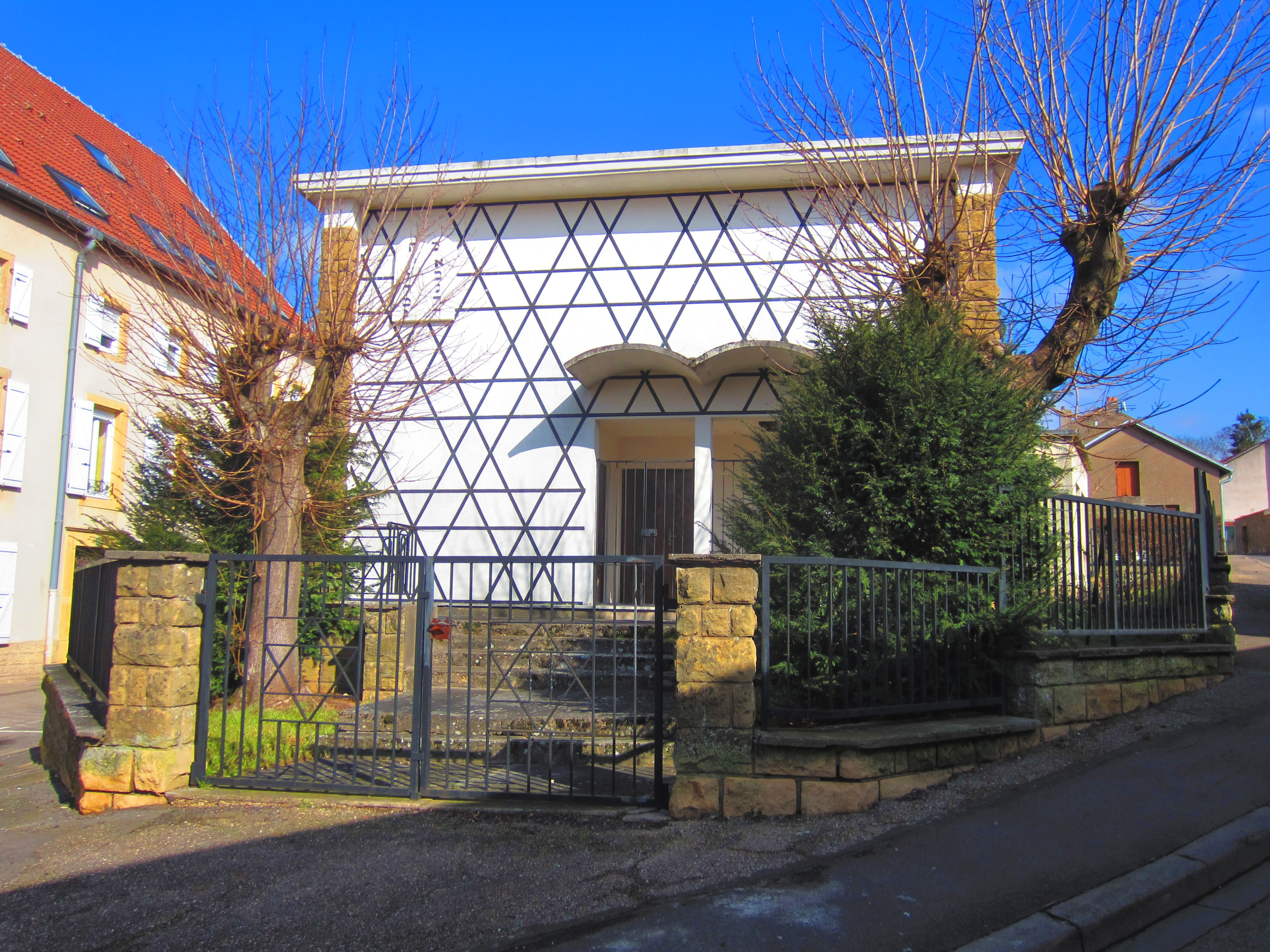
Synagoge in Boulay-Moselle

Die Synagoge in Boulay-Moselle, einer Gemeinde im Département Moselle in der französischen Region Lothringen, wurde von 1952 bis 1955 errichtet. Die Synagoge in der Rue du Pressoir ist die dritte Synagoge, die von der jüdischen Gemeinde in Boulay-Moselle gebaut wurde.
Der Vorgängerbau wurde 1854 eingeweiht.